# Евтушенко, Дмитрий Матвеевич
Дми́трий Матве́евич Евтуше́нко (1898, Ростов-на-Дону, область Войска Донского, Российская империя — 29 июля 1938, Расстрельный полигон «Коммунарка», Ленинский район, Московская область, РСФСР, СССР) — советский государственный и партийный деятель. Первый секретарь Одесского и Киевского обкомов КП(б) Украины (1937—1938). Член ЦК КП(б) Украины (июнь 1937 — апрель 1938). Кандидат в члены Политбюро ЦК КП(б) Украины (август — сентябрь 1937). Член Политбюро ЦК КП(б) Украины (сентябрь 1937 — апрель 1938). Депутат Верховного Совета СССР I созыва. Входил в состав особой тройки НКВД СССР.

## Биография
Родился в семье рабочего. В 1910 году окончил начальную школу в городе Нахичевани-на-Дону. В сентябре 1910 — мае 1912 г. — ученик слесарной мастерской, в июне 1912 — апреле 1913 г. — подручный слесаря завода Грушка в городе Нахичевани-на-Дону. В мае 1913 — марте 1915 г. — слесарь заводов «Дон» и «Аксай» в городе Нахичевани-на-Дону.
В апреле 1915 — августе 1916 г. — слесарь механических мастерских Парамонова и Горнова в городе Ростове-на-Дону. В сентябре 1916 — сентябре 1918 г. — слесарь завода «Аксай» в городе Нахичевани-на-Дону. В октябре 1918 — марте 1920 г. — слесарь завода «Штамп» и авторемонтной мастерской в городе Нахичевани-на-Дону.
Член РКП(б) с марта 1920 года.
В апреле — сентябре 1920 г. — инструктор дорожной комиссии по борьбе с трудовым дезертирством в городе Ростове-на-Дону. В октябре 1920 — мае 1921 г. — руководитель продовольственного отряда Донпродкома в Верхне-Донском округе Донской области РСФСР.
В июне 1921 — январе 1922 г. — секретарь Морозовского районного комитета РКП(б) Донской области. В феврале 1922 — апреле 1923 г. — заведующий организационного отдела Морозовского окружного комитета РКП(б). В мае — сентябре 1923 г. — заведующий организационного отдела Ростовского городского комитета РКП(б).
В октябре 1923 — июле 1924 г. — слушатель курсов секретарей уездных комитетов при ЦК РКП(б) в Москве. В августе 1924 — августе 1925 г. — ответственный инструктор Донского областного комитета РКП(б).
В сентябре 1925 — марте 1927 г. — ответственный секретарь Батайского районного комитета РКП(б) Донского округа.
В апреле 1927 — мае 1928 г. — уполномоченный Экономического управления ОГПУ СССР в Москве.
В апреле 1928 — июле 1930 г. — слушатель Международной ленинской школы при Исполнительном комитете Коммунистического интернационала в Москве. В августе 1930 — августе 1932 г. — заведующий сектора Международной ленинской школы при ИККИ.
В сентябре 1932 — феврале 1934 г. — инструктор организационно-инструкторского отдела ЦК ВКП(б). В феврале 1934 — сентябре 1935 г. — инструктор отдела руководящих партийных органов ЦК ВКП(б). В сентябре 1935 — апреле 1937 г. — ответственный инструктор ЦК ВКП(б).
В апреле — июле 1937 г. — 2-й секретарь Одесского областного комитета КП(б)У.
В июле — сентябре 1937 г. — 1-й секретарь Одесского областного комитета КП(б)У. Этот период отмечен вхождением в состав особой тройки, созданной по приказу НКВД СССР от 30.07.1937 № 00447.  Назначен в тройку решением Политбюро ЦК ВКП(б) № П51/351 от 23.07.1937, исключен - решением № П54/120 от 01.10.1937, активно участвовал в сталинских репрессиях.
В сентябре 1937 — апреле 1938 г. — исполняющий обязанности 1-го секретаря Киевского областного и городского комитетов КП(б)У.

## Завершающий этап
18 апреля 1938 года арестован. 29 июля 1938 года расстрелян и похоронен возле посёлка Коммунарка Московской области. Реабилитирован определением Военной Коллегии Верховного Суда СССР 11 апреля 1956 г.